# Фотографії старого Львова
Фотогра́фії старо́го Льво́ва (також ФСЛ, photo-lviv.in.ua) — український краєзнавчий онлайн ресурс присвячений Львову та Львівщини, заснований Романом Метельським у 2010 році.

## Тематика й розділи
На сайті розміщуються публікації краєзнавчої тематики які супроводжуються зображеннями. На сайті розміщуються за наступними розділами: Сучасний Львів, Старий Львів, Події міста, Невідомий Львів, Архітектура, Мистецтво Львова, Відео. 
Категорії публікацій: Індустріальний Львів, Історія, Архітектура, Будинки міста, Відео, Вулиці Львова, Залізничний вокзал, Легенди Львова, Львівська опера, Львівський спорт, Люди Львова, Мистецтво Львова, Музеї Львова, Невідомий Львів, Околиці Львова, Пам'ятники Львова, Панорами Львова, Пасажі Львова, Площі Львова, Площа Ринок, Побут львів'ян, Події міста, Розкопки у Львов, Святковий Львів, Старий Львів, Сучасний Львів, Транспорт Львова, Храми Львова.

## Діяльність
Засновник сайту Роман Метельський має професійну команду, яка займається розвитком сайтів інтернету.
Автори сайту постійно розшукують невідомі раніше фотографії Львова. Наприклад, 2017 року вони знайшли зібрання таких фотографій від 1934 року авторства американської мандрівниці Луїзи Бойд в архіві Університету Вісконсин-Мілвокі.
Фотографії з сайту використовували такі ЗМІ як «ГалІнфо», ZIK, Depo.UA, сайт Національного університету «Львівська політехніка».